# Anundgård
Anundgård är kyrkbyn i Holms socken och en småort i Sundsvalls kommun. Som småort var den av SCB före 2015 namnsatt till Holm, och småorten omfattar även bebyggelse en bit utmed vägen sydväst om kyrkbyn.
Anundgård är en liten ort, 50 km väster om Sundsvall, och ligger vid Holmsjön.
I Anundgård ligger Holms kyrka och en förskola finns mitt i byn, några hundra meter därifrån finns Holms sportklubb. Det finns många sandstränder runt Holmsjön.